# يوم المريط
يوم المُرَيط أحد أيام العرب في الجاهلية، لبني السَّيِّد من ضبة على بني ثور وعدي من طيء وفي ذلك اليوم هرب حاتم الطائي.

## المعركة
أَن رجلا من بني السَّيِّد بْنُ مَالِك بنِ بَكر بنِ سَعَد بْنِ ضَبَّة من بَنُو تَمِيم يُقَال لَهُ زيد بن ثَابت جاور فِي بني طيء وَكَانَت لَهُ نعْمَة فيهم فَأَغَارَ عَلَيْهِ بَنو معن فَقَتَلُوهُ وَأخذُوا مَاله فَبلغ ذَلِك بني السَّيِّد فَرَكبُوا فِيمَن يتبعهُم من بني ضبة فوجدوا رجلا من طيء فَقَالُوا لَهُ من أَنْت فكتمهم فعرفوا لغته فَقَالُوا لَهُ أَنْت آمن إِن دللتنا على أقرب أَبْيَات بني معن فدلهم على بني ثَوْر بن ود من بني معن فَقَتَلُوهُمْ إِلَّا قَلِيلا فَذهب رجل مِنْهُم إِلَى حَاتِم بن عبد الله الطائي وَهُوَ فِي قبَّة لَهُ من أَدَم فِي دَار لَيْسَ مَعَه فِيهَا أحد غير بَيت أَو بَيْتَيْنِ من بني عدي فيهم يزِيد بن قنافة وَأخْبر حاتما بالْخبر فَأمر أمته أَن توقد النَّار فِي قُبَّته وَاحْتمل تَحت اللَّيْل فنجا وبقى يزِيد بن قنافة وَلم يعلم بالْخبر حَتَّى صبحته الْخَيل غدْوَة وَكَانَت امْرَأَته لَا تكَلمه فدعته باسمه وأخبرته الْخَبَر فثار إِلَى قوسه وَمنع عَن حريمه وَإِنَّمَا كَانَ الْقَوْم أَرَادوا حاتما فنجا.
"وقد هرب ناجيا بنفسه، تاركا من تجب عليه حمايتهم يتعرضون لغارة الأعداء. وكنت أظنّ أن حاتما لم يهج قطّ وأنه يجمع بين الكرم والشجاعة، فوجدته غير كريم البتة، لأن أعلى درجات الكرم أن تجود بنفسك دفاعا عن الحرمات".

فقال يزيد بن قنافة الطائي في ذاك اليوم: